# Wilfried Weiland
Wilfried Weiland (* 18. Januar 1944 in Schneidemühl; † 10. Dezember 2017) war ein deutscher Leichtathlet, der – für die DDR startend – bei den Europameisterschaften 1966 die Bronzemedaille mit der 4-mal-400-Meter-Staffel gewann (3:05,7 min, zusammen mit Jochen Both, Günter Klann und Michael Zerbes). Im 400-Meter-Lauf dieser Europameisterschaften wurde er Vierter mit neuem DDR-Rekord von 46,6 s.
Wilfried Weiland startete für den ASK Potsdam, 1966 und 1967 wurde er jeweils DDR-Meister im 400-Meter-Lauf und mit der 4-mal-400-Meter-Staffel. In seiner aktiven Zeit war er 1,81 m groß und 74 kg schwer.